# Jan-Michael Williams

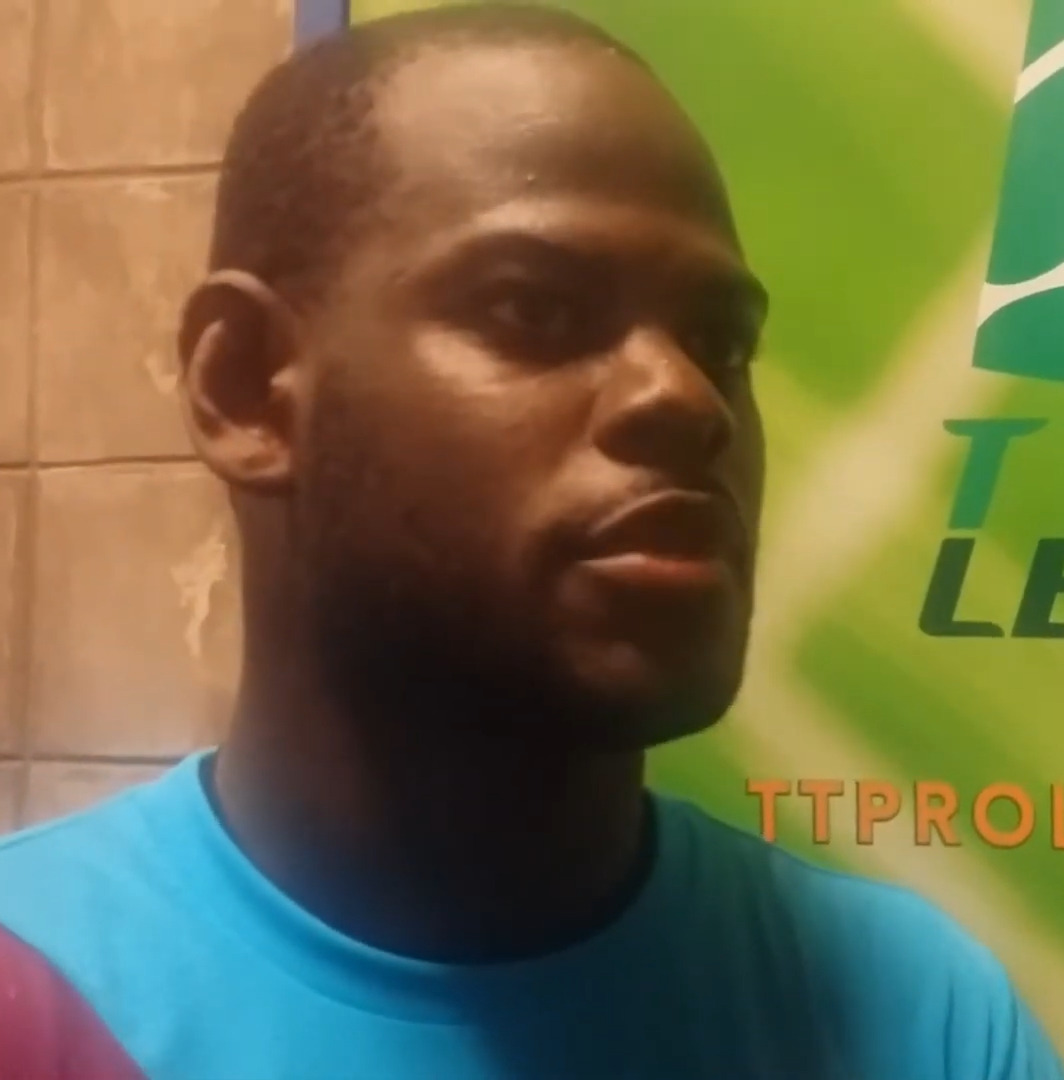
Jan-Michael Williams (2014)

Jan-Michael Grantley Williams (geb. 26. Oktober 1984 in Couva) ist ein trinidadischer Fußballtorhüter. Seit 2003 spielt er in seinen Heimatland für den Central F.C. und gehört zum Kader der trinidadisch-tobagischen Fußballnationalmannschaft.

## Nationalmannschaftskarriere
Im Alter von 18 Jahren debütierte er am 3. Juli 2003 im Tor der trinidadisch-tobagischen Fußballnationalmannschaft. Beim 2:2 im Freundschaftsspiel gegen Venezuela gehörte er zur Startformation. Sein erstes Profispiel für die Soca Warriors absolvierte er knapp vier Jahre später am 7. Juni 2007 bei der 1:2-Niederlage gegen El Salvador.